# NXT: Vengeance Day
NXT Vengeance Day  es un evento de lucha libre profesional producido por la promoción de lucha libre profesional estadounidense WWE en febrero para la marca de desarrollo de WWE, NXT. El evento se considera una continuación de Vengeance, un evento de pago por visión que la WWE celebró de 2001 a 2007 y que luego realizó un breve regreso en 2011. Desde 2021, el evento se lleva a cabo bajo el título NXT Vengeance Day, una referencia a que el evento tiene lugar en el Día de San Valentín (en inglés Valentine's Day) o alrededor de esa fecha. El evento de 2021 se transmitió tanto en PPV tradicional como mediante transmisión en vivo en WWE Network. El evento de 2022 se llevó a cabo luego como un especial de televisión en USA Network, pero desde 2023 se transmite exclusivamente a través de las plataformas de transmisión en vivo de WWE, incluido Peacock en los Estados Unidos y Netflix en la mayoría de los demás países.

## Ediciones

### 2022
NXT Vengeance Day  2022 fue un especial de televisión que se transmitió el 15 de febrero de 2022 por el canal televisivo estadounidense Syfy como especial del programa de televisión semanal NXT 2.0, desde el Capitol Wrestling Center en Orlando, Florida.

#### Resultados
- Pete Dunne derrotó a Tony D'Angelo en un Weaponized Steel Cage Match (9:52).
  - Dunne cubrió a D'Angelo después de un «Bitter End» sobre el resto de una mesa.
- Toxic Attraction (Gigi Dolin & Jacy Jayne) (con Mandy Rose) derrotaron a Indi Hartwell & Persia Pirotta y retuvieron el Campeonato Femenino en Parejas de NXT (7:52).
  - Jayne cubrió a Hartwell después de un «High-Low».
  - Durante la lucha, Rose interfirió a favor de Toxic Attraction,  pero el árbitro la expulsó del ringside.
- Carmelo Hayes (con Trick Williams) derrotó a Cameron Grimes y retuvo el Campeonato Norteamericano de NXT (15:57).
  - Hayes cubrió a Grimes después de un «Tail Whip».
  - Durante la lucha, Williams interfirió a favor de Hayes.
- The Creed Brothers (Brutus Creed & Julius Creed) (con Malcolm Bivens) derrotaron a MSK (Nash Carter & Wes Lee) y ganaron el Dusty Rhodes Tag Team Classic y una oportunidad por el Campeonato en Parejas de NXT (9:36).
  - Julius cubrió a Lee después de un «Clothesline».
- Bron Breakker derrotó a Santos Escobar (con Raúl Mendoza, Joaquin Wilde y Elektra Lopez) y retuvo el Campeonato de NXT (12:05).
  - Breakker cubrió a Escobar después de un «Military Press Powerslam».
  - Durante la lucha, Legado Del Fantasma y Dolph Ziggler interfirieron a favor de Escobar, mientras que Tommaso Ciampa interfirió a favor de Breakker.

### 2023
NXT Vengeance Day 2023 fue la undécima edición de Vengeance, producido por WWE, y el tercero anual que se lleva a cabo para la marca NXT. Tuvo lugar el sábado 4 de febrero de 2023 en el Spectrum Center en Charlotte, North Carolina, marcando el primer evento importante de NXT que se llevó a cabo en Carolina del Norte y el segundo evento de Vengeance celebrado en este lugar después de la edición de 2006. A diferencia del NXT Vengeance Day 2022, que se llevó a cabo como un especial de televisión, el evento de 2023 fue transmitido en vivo por el sistema de pago por visión de lucha libre profesional. Esto también marca el primer evento independiente de transmisión en vivo de NXT que se lleva a cabo fuera de Florida desde NXT TakeOver: Portland en febrero de 2020.

#### Resultados
En paréntesis se indica el tiempo de cada combate:
- Wes Lee derrotó a Dijak y retuvo el Campeonato Norteamericano de NXT (17:01).[1]
  - Lee cubrió a Dijak después de un «Cardiac Kick».
  - Durante la lucha, Tony D'Angelo & Channing "Stacks" Lorenzo distrajeron a Dijak.
  - Durante la lucha, Dijak se fracturó un dedo de su mano izquierda, sin embargo, la lucha continuó.
- Fallon Henley & Kiana James (con Josh Briggs & Brooks Jensen) derrotaron a Spitfire Warriors (Katana Chance & Kayden Carter) y ganaron el Campeonato Femenino en Parejas de NXT (9:20).[2]
  - Henley cubrió a Carter con un «Roll-Up», mientras James sostenía su pierna.
- Carmelo Hayes (con Trick Williams) derrotó a Apollo Crews en un 2-out-of-3 Falls Match (23:31).[3][4]
  - Hayes forzó a Crews a rendirse con un «Crippler Crossface» (1-0).
  - Hayes cubrió a Crews después de un «Melo Don't Miss» (2-0).
  - Durante la lucha, Williams interfirió a favor de Hayes, mientras que Dabba-Kato hizo su regreso, interfiriendo a favor de Crews.
  - Después de la lucha, Kato atacó a Crews.
- Gallus (Mark Coffey & Wolfgang) derrotaron a The New Day (Kofi Kingston & Xavier Woods) (c), Pretty Deadly (Elton Prince & Kit Wilson) y Chase U (Andre Chase & Duke Hudson) (con Thea Hail) y ganaron el Campeonato en Parejas de NXT (16:46).[5]
  - Coffey cubrió a Woods después de un «Crowning Glory Powerslam» junto a Wolfgang.
  - Durante la lucha, Hail interfirió a favor de Chase U.
- Roxanne Perez derrotó a Gigi Dolin y Jacy Jayne y retuvo el Campeonato Femenino de NXT (14:42).[6][7]
  - Perez cubrió a Jayne después de un «Pop Rocks» desde la tercera cuerda.
- Bron Breakker derrotó a Grayson Waller en un Steel Cage Match y retuvo el Campeonato de NXT (14:25).[8]
  - Breakker cubrió a Waller después de un «Spear».
  - Antes de la lucha, Breakker y Waller se atacaron fuera del ring.
  - Después de la lucha, Carmelo Hayes confrontó a Breakker.

### 2024
NXT Vengeance Day fue la duodécima edición de Vengeance, producido por WWE, y el cuarto anual que se lleva a cabo para la marca NXT. Tuvo lugar el 4 de febrero de 2024 desde el F&M Bank Arena en Clarksville, Tennessee, y fue el primer pago por visión de NXT que se llevó a cabo en Tennessee.

#### Antecedentes
El Dusty Rhodes Tag Team Classic masculino es un torneo compuesto por ocho equipos masculinos de la marca NXT, y el ganador obtendrá una futura lucha por el Campeonato en Parejas de NXT. El torneo comenzó en el episodio del 9 de enero de NXT con la final programada para Vengeance Day.
En el episodio del 9 de enero de NXT, la gerenta general, Ava, anunció una batalla real de 20 mujeres, donde las últimas cuatro luchadoras competirían en una lucha fatal a cuatro esquinas para determinar a la contendiente número uno por el Campeonato Femenino de NXT de Lyra Valkyria en Vengeance Day. Kiana James, Fallon Henley, Kelani Jordan y Roxanne Perez co-ganaron la batalla real y posteriormente, Pérez ganó el combate fatal a cuatro equinas para enfrentar a Valkyria.
En el episodio del 9 de enero de NXT, Dragon Lee derrotó a Lexis King para retener el Campeonato Norteamericano de NXT. Después de la lucha, Oba Femi cobró el contrato del NXT Breakout Tournament y derrotó a Lee para ganar el título. La semana siguiente, Lee interrumpió a Femi y lo retó a una revancha por el título esa misma noche, pero Femi se negó, revelando que está descontinuando la tradición de Lee de desafíos abiertos. Lee, en cambio, dijo que se enfrentaría a Femi en Vengeance Day y éste respondió que tomaría en consideración el desafío.
Trick Williams, como ganador del Iron Survivor Challenge masculino en Deadline, debía enfrentarse a Ilja Dragunov por el Campeonato de NXT en NXT: New Year's Evil. Sin embargo, Dragunov sufrió una lesión dos semanas antes del evento y no recibió autorización médica para luchar. Así, la lucha por el título se programó para este evento.

#### Resultados
- Baron Corbin & Bron Breakker derrotaron a Carmelo Hayes & Trick Williams y ganaron el Dusty Rhodes Tag Team Classic (14:45).[11]
  - Breakker cubrió a Hayes después de un «Spear».
- Dijak derrotó a Joe Gacy en un No Disqualification Match (11:58).[12]
  - Dijak cubrió a Gacy después de un «Feast Your Eyes».
- The D'Angelo Family (Tony D'Angelo, Channing «Stacks» Lorenzo & Adriana Rizzo) derrotaron a OTM (Bronco Nima, Lucien Price & Jaida Parker) (con Scrypts) (9:26).[13][14]
  - D'Angelo cubrió a Price después de un «Swinging Fisherman Suplex».
  - Durante la lucha, Scrypts interfirió a favor de OTM.
- Lyra Valkyria derrotó a Roxanne Perez y Lola Vice y retuvo el Campeonato Femenino de NXT (13:30).[15][16]
  - Valkyria cubrió a Vice después de un «Samoan Driver».
  - Originalmente, la lucha era entre Valkyria y Perez, pero Vice canjeó su contrato de NXT Women's Breakout Tournament mientras la lucha estaba en progreso, convirtiéndola en un Triple Threat Match.
  - Durante la lucha, Tatum Paxley interfirió a favor de Valkyria.
- Oba Femi derrotó a Dragon Lee y retuvo el Campeonato Norteamericano de NXT (10:57).[17]
  - Femi cubrió a Lee después de un «Pop-Up Falling Powerbomb».
- Ilja Dragunov derrotó a Trick Williams (con Carmelo Hayes) y retuvo el Campeonato de NXT (17:58).[18][19]
  - Dragunov cubrió a Williams después de revertir un «Pump Knee Strike» con un «Torpedo Moscow».
  - Después de la lucha, Hayes atacó a Williams.

### 2025
NXT Vengeance Day 2025 fue la decimotercera edición de Vengeance, producido por WWE, y el quinto anual que se lleva a cabo para la marca NXT. Tuvo lugar el 15 de febrero de 2025 en el Entertainment & Sports Arena en Washington D. C. Siendo el primer evento de NXT trasmitido por Netflix, después del acuerdo y cierre de WWE Network.

#### Antecedentes
En el evento NXT: New Year's Evil, Oba Femi derrotó a Trick Williams y a Eddy Thorpe para ganar el Campeonato de NXT. El 28 de enero, en NXT, se realizó una edición del segmento «Grayson Waller Effect» con Femi como invitado, donde Grayson Waller y Austin Theory lo menospreciaron como campeón. Ante eso, la gerente general de NXT, Ava, pactó una triple amenaza por el título entre Femi, Theory y Waller para NXT: Vengeance Day.
En NXT: New Year's Evil, Giulia derrotó a Roxanne Perez para ganar el Campeonato Femenino de NXT. El 14 de enero, Bayley tuvo una aparición en NXT, siendo confrontada por Perez, iniciando una serie de altercados entre ambas. En una de esas confrontaciones, Perez apareció en SmackDown, costándole a Bayley una lucha titular por el Campeonato Femenino de WWE ante la campeona, Tiffany Stratton. El 28 de enero en NXT, Giulia y Bayley derrotaron a Perez y Cora Jade y esa misma noche se pactó una lucha titular entre Giulia, Bayley y Perez. En la edición de NXT del 11 de febrero, Jade venció a Bayley, favorecida por la intervención de Perez, quien apareció vestida a la usanza de Bayley. Tras la lucha, Ava anunció que Jade se unía a la lucha titular, transformándola en un Fatal Four-Way Match.
En NXT: New Year's Evil, Stephanie Vaquer ganó una oportunidad titular por el Campeonato Norteamericano Femenino de NXT tras derrotar a Lola Vice, Cora Jade y Kelani Jordan; sin embargo, esa misma noche, fue confrontada por Shotzi, quien también buscaba una oportunidad por el título. El 14 de enero en NXT, Shotzi derrotó a Vaquer, ganado la oportunidad titular. El 28 de enero en NXT, Fallon Henley defendió exitosamente el título ante Shotzi, siendo confrontada por Vaquer después de la lucha. Esa misma noche se pactó una lucha titular entre Henley y Vaquer.
Tras ganar el Campeonato en Parejas de NXT ante Chase University (Andre Chase & Ridge Holland) en NXT No Mercy, Axiom & Nathan Frazer han tenido defensas exitosas tanto en NXT, eventos especiales y en TNA IMPACT!. En tanto, Josh Briggs fue el representante de NXT que participó en Pro Wrestling NOAH, haciendo equipo con Yoshiki Inamura. Cuando los dos volvieron a NXT, vieron como objetivo el Campeonato en Parejas de NXT. En la edición del 11 de febrero en NXT, Briggs & Inamura ganaron una triple amenaza para convertirse en los retadores por los campeonatos.
Después de perder el Campeonato de NXT, Ethan Page entró en una crisis existencial y depresión. En la edición del 17 de diciembre de NXT, Page habló de lo sucedido y fue confrontado por Je'Von Evans, quien le djjo que merecía todo lo que le estaba pasando, siendo atacado por Page. Después de ello, Page sumó sendas victorias ante Cedric Alexander y Dante Chen, donde los atacó con diferentes herramientas tras vencerlos. El 14 de enero en NXT, Evans regresó para atacar a Page, pero resultó lesionado en su mandíbula, tras lo cual, Evans le propuso a la gerente de NXT, Ava, una lucha contra Page. El 11 de febrero en NXT, Ava hizo firmar a Evans un contrato en el que WWE no sería responsable de ningún daño a Evans, quien firmó haciendo oficial la lucha.
En el evento NXT Deadline, Eddy Thorpe iba a participar Iron Survivor Challenge, sin embargo, fue atacado y remplazado por Oba Femi, el cual ganó una oportunidad por el Campeonato de NXT de Trick Williams en NXT New Year's Evil. El 10 de diciembre del 2024, en NXT, Thorpe exigió una oportunidad titular. En la firma de contrato, reveló que el ataque fue una excusa para acceder a una lucha titular, cambiando a heel. En NXT New Year's Evil, Femi derrotó a Williams y Thorpe para convertirse en el nuevo campeón de NXT. En la edición del 4 de febrero en NXT, Femi & Williams perdieron ante A-Town Down Under y después de la lucha Thorpe atacó a Williams con una correa. La siguiente semana se pactó una lucha Strap Match entre Thorpe y Williams.

#### Resultados
- Stephanie Vaquer derrotó a Fallon Henley (con Jacy Jayne & Jazmyn Nyx) y ganó el Campeonato Norteamericano Femenino de NXT (15:01).[22][26]
  - Vaquer cubrió a Henley después de un «Spiral Tap».
  - Durante la lucha, Jayne y Nyx interfirieron a favor de Henley.
- Axiom & Nathan Frazer derrotaron a Josh Briggs & Yoshiki Inamura y retuvieron el Campeonato en Parejas de NXT (10:24).[23][26]
  - Frazer cubrió a Inamura después de un «High Low/Missile Dropkick Combination».
  - Después de la lucha, Axion, Frazer, Briggs e Inamura fueron atacados por cuatro desconocidos.
- Eddy Thorpe derrotó a Trick Williams en un Strap Match (10:58).[25][26]
  - Thorpe cubrió a Williams después de un «Low Blow» seguido de un «Running Knee».
- Ethan Page derrotó a Je'Von Evans (11:59).[24][26]
  - Page cubrió a Evans después de un «Twisting Grin».
- Oba Femi derrotó a Austin Theory y Grayson Waller y retuvo el Campeonato de NXT (13:13).[20][26]
  - Femi cubrió a Waller después de un «Powerbomb».
  - Después de la lucha, Femi fue atacado por cuatro desconocidos, que posteriormente se supo que eran Dion Lennox, Saquon Shugars, Joshua Black y Cutler James.
- Giulia derrotó a Bayley, Roxanne Perez y Cora Jade y retuvo el Campeonato Femenino de NXT (18:31).[21][26]
  - Giulia cubrió a Perez después de un «Northern Lights Suplex».
  - Después de la lucha, Stephanie Vaquer salió a festejar la victoria de Giulia.
  - Después de la lucha, Jordynne Grace confrontó a Giulia y Vaquer.